# Juliusz Kleiner
Juliusz Kleiner, född 24 april 1886 i Lemberg, död 23 mars 1957 i Kraków, var en polsk litteraturhistoriker, filosof och kritiker.
Juliusz Kleiner var professor vid Warszawas universitet 1916–1920, därefter i Lwow och Lublin samt från 1947 i Kraków. Kleiner har utgett monografier över Zygmunt Krasiński (2 band, 1912), Juliusz Słowacki (4 band, 1920–1927) och Adam Mickiewicz (1934 ff.). Av hans större verk märks dessutom Polnische Literatur (i Handbuch der Literaturwissenschaft, 1930) och Zarys dziejów literatury polskiej (Huvuddragen av polska litteraturens historia, 1932). Kleiner, som även publicerade ett stort antal essäer och kritiker samt redigerade bland annat den fullständiga Slowacki-upplagan (1924 ff.), hade stor betydelse som universitetslärare och hade en lång rad betydande elever bland yngre polska litteraturhistoriker.